# 姜習孔
姜習孔（1580年—？），字四可，號素臣，浙江嚴州府遂安縣人，明朝政治人物。

## 生平
万历三十一年（1603年）癸卯科浙江乡试第八十二名举人，三十五年（1607年）丁未科进士。吏部观政，授湖广沅陵县知县，丁父忧去职。服阕，四十年（1612年）补泾县知县，四十一年（1613年）调无锡县知县。泰昌元年（1620年）擢南京吏科给事中，司内外计典，革除宿弊。天启四年（1624年）升南京大理寺右寺丞，魏忠贤擅政时，疏纠内臣冒荫，伸救善类，六年（1626年）被夺职为民。崇祯元年（1628年）起为南京大理寺右寺丞，迁南京鸿胪寺卿，谢病归。

## 家族
曾祖姜汝栢；祖父姜光漢；父姜良懋，母夏氏。具慶下。弟姜習伊、姜習傅、姜習呂、姜習舜、姜習周、姜習召。子姜調鼎。